# Bacchisa borneotica
Bacchisa borneotica är en skalbaggsart som beskrevs av Stefan von Breuning 1956. Bacchisa borneotica ingår i släktet Bacchisa och familjen långhorningar. Inga underarter finns listade.